# Per Wahlöö
Per Fredrik Wahlöö (* 5. August 1926 in der Församling Tölö, Gemeinde Kungsbacka; † 22. Juni 1975 in Malmö) war ein schwedischer Schriftsteller (Geburts- bzw. Sterbeort werden in verschiedenen Quellen abweichend angegeben).

## Leben
Per Wahlöö – sein Vater war Journalist – studierte Geschichte an der Universität Lund. Danach arbeitete er als Journalist, vornehmlich als Polizeireporter. In seinen früh veröffentlichten Texten wendete er sich sozialen Themen zu und wurde auch selbst aktiv. Wie seine spätere Lebensgefährtin und Co-Autorin Maj Sjöwall war er Marxist. In den 1950er Jahren ging er nach Spanien, wurde aber 1956 infolge seines politischen Engagements vom Franco-Regime ausgewiesen. Nach längeren Reisen um die Welt kehrte er nach Schweden zurück. Dort arbeitete er wieder als Journalist (Gerichtsreporter), Schriftsteller und Übersetzer.
Wahlöö war einer der dreizehn schwedischen Autoren, die 1971 die Svenska Deckarakademin gründeten. Diese Organisation zur Förderung der Literatur, speziell des Genres der Detektiv- und Kriminalromane und der zugehörigen Fachliteratur, vergibt seit ihrer Entstehung den Schwedischen Krimipreis.
Wahlöö war zweimal verheiratet. 1961 lernte er Maj Sjöwall kennen, mit der er ab 1963 zusammenlebte. Das Paar hatte zwei Kinder. 1975 starb Per Wahlöö in Malmö an einer Krebserkrankung.

## Wirken

### Frühwerk
Ende der 1950er Jahre entstanden als erste literarische Arbeiten zunächst Fernseh- und Radiospiele. 1959 erschien Wahlöös erster Roman Himmelsgeten, der auch unter dem Titel Hövdingen veröffentlicht wurde (deutscher Titel: Foul Play). Es folgten Lastbilen (1962, dt. Das Lastauto) und Uppdraget (1963, dt. Libertad!), mit dem Verhältnis des Individuums zur politischen Macht als durchgängiges Thema, das auch in Generalerna (1965, dt. Die Generale) wiederkehrt. In Mord på 31:a våningen (1964, dt. Mord im 31. Stock) und Stålsprånget (1968, dt. Unternehmen Stahlsprung) bedient sich Wahlöö der Form des Kriminalromans.

### Co-Autorschaft mit Sjöwall
Seit 1961 arbeitete Per Wahlöö mit Maj Sjöwall zusammen. Die beiden Autoren versuchten, ihre gemeinsamen politischen Ansichten über die schwedische Gesellschaft literarisch zu verarbeiten und so auch Bevölkerungskreisen näher zu bringen, die sich in der Regel selten an politischen Debatten beteiligten. Als Vorbild dienten ihnen die police procedurals, die Polizeiromane von Ed McBain, insbesondere dessen Reihe um das 87. Polizeirevier, die Wahlöö ins Schwedische übersetzt hatte. Sie entwarfen die Kriminalromanserie Roman om ett brott (dt. Roman über ein Verbrechen) als gesellschaftskritische Plattform.
Das Autorenpaar war seinerzeit für seine gesellschaftskritische Haltung bekannt. Ulf Örnklo, Krimiexperte beim schwedischen Rundfunk, berichtet, Wahlöö und Sjöwall hätten damals so sehr gegen den Staat opponiert, dass sie keine Steuern zahlten, sich öffentlich betranken und überhaupt derart danebenbenahmen, dass sie Restaurants verlassen mussten.
Die Romane entstanden als Gemeinschaftswerk. Wie Sjöwall später berichtete, schrieben sie jeweils ihre Eingebungen nieder und tauschten dann die Manuskripte aus. Nach eigenen Angaben verdienten sie mit den Romanen lange Zeit kein Geld. Das Schreiben erfolgte parallel zu ihren Jobs und der Erziehung der Kinder oder im Urlaub. Eine erste Basis bildeten die Erfahrungen, die Wahlöö als Polizeireporter sammelte. Doch diese reichten nicht aus, so dass der intensiven Schreibezeit eine monatelange nicht minder intensive Recherche vorausgehen musste. Um ihren Plan, das Innenleben des Polizeiapparates zu sezieren, in die Tat umzusetzen, brauchten sie Insiderinformationen. Diese beschafften sie sich nicht selten auf illegale Weise: Sie gingen auf Polizeistationen und stahlen Betriebszeitungen und andere Papiere, die sie mit Informationen versorgen konnten, wenn die Polizisten Kaffee trinken waren.
Es ist wahrscheinlich, dass die Krimi-Reihe um den Polizisten Martin Beck von vornherein auf zehn Bände (Dekalogie) angelegt war. In jedem Fall werden die einzelnen Teile zunehmend politischer und die jeweiligen Kriminalfälle mehr und mehr in den Kontext der von den Autoren beabsichtigten Gesellschaftskritik gestellt. Die Ablehnung des damaligen schwedischen Sozialstaates tritt dann in der zehnten Folge offen zutage.
„Trotz aller übrigen Unterschiede war dieses Land ebenso wie Schweden eine Scheindemokratie, beherrscht von einer kapitalistischen Wirtschaft und zynischen Berufspolitikern, die sehr darauf achteten, dass der Anschein einer Art von Sozialismus, der zwar nur ein Abglanz davon war, aufrechterhalten wurde.“
Dieser Kritik hat Sjöwall in Interviews später etwas die Schärfe genommen. Wenngleich sie bis zuletzt darauf bestand, dass die Darstellung der „maroden Gesellschaft“ seinerzeit „sehr realistisch“ gewesen sei, so räumt sie ein, dass Wahlöö und sie „damals auch etwas übertrieben“ hätten: „[V]or allem dann, wenn es darum ging, die Geheimpolizei oder die Richter etwas dümmer darzustellen als sie waren.“ Dazu wird häufig ein Zitat von Sjöwall aufgegriffen, welches ebenfalls einen abschwächenden Charakter besitzt:
„Man konnte zwar schon 1963 die zunehmende Versumpfung der schwedischen Sozialdemokratie voraussehen, aber andere Dinge waren völlig unvorhersehbar: Die Entwicklung der Polizei in Richtung auf eine paramilitärische Organisation, ihr verstärkter Schußwaffengebrauch, ihre groß angelegten und zentral gesteuerten Operationen und Manöver (…). Auch den Verbrechertyp mussten wir ändern, da die Gesellschaft und damit die Kriminalität sich geändert hatten: Sie waren brutaler und schneller geworden.“

## Werke
Als alleiniger Autor:
- Himmelsgeten 1959 (ab der Neuausgabe 1967 unter dem Titel Hövdingen, dt. Foul Play) – 1986 in Schweden unter dem Titel Hövdingen verfilmt
- Vinden och regnet 1961 (dt. Wind und Regen)
- Lastbilen 1962 (dt. Das Lastauto. Aus dem Schwedischen von Michael O. Güsten unter Mitarbeit von Barbara Sparing. Mit einem Nachwort von Alfred Antkowiak, Verlag Volk und Welt, Berlin 1969.)
- Uppdraget 1963 (dt. Libertad!)
- Det växer inga rosor på Odenplan 1964 (dt. Von Schiffen und Menschen, Erzählungen und Gedicht, entstanden 1958 bis 1963)
- Mord på 31:a våningen 1964 (dt. Mord im 31. Stock) – 1982 unter dem Titel Kamikaze 1989 verfilmt, Regie Wolf Gremm, in der Hauptrolle Rainer Werner Fassbinder
- Generalerna 1965 (dt. Die Generale)
- Stålsprånget 1968 (dt. Unternehmen Stahlsprung)

Mit Maj Sjöwall:
- 1965–1975 Roman om ett brott (dt. Roman über ein Verbrechen)
  - Roseanna (1965, dt. Die Tote im Götakanal)
  - Mannen som gick upp i rök (1966, dt. Der Mann, der sich in Luft auflöste)
  - Mannen på balkongen (1967, dt. Der Mann auf dem Balkon)
  - Den skrattande polisen (1968, dt. Endstation für neun (BRD) und Der lachende Polizist (DDR))
  - Brandbilen som försvann (1969, dt. Alarm in Sköldgatan)
  - Polis, polis, potatismos! (1970, dt. Und die Großen lässt man laufen)
  - Den vedervärdige mannen från Säffle (1971, dt. Das Ekel aus Säffle)
  - Det slutna rummet (1972, dt. Verschlossen und verriegelt (BRD) und Der verschlossene Raum (DDR))
  - Polismördaren (1974, dt. Der Polizistenmörder)
  - Terroristerna (1975, dt. Die Terroristen)
- Sista resan och andra berättelser [Die letzte Reise und andere Geschichten] (2007)

## Auszeichnungen
Für seinen Roman Generalerna erhielt Wahlöö 1965 den Literaturpreis des Svenska Dagbladet.
The Laughing Policeman, die englische Übersetzung des Romans Den skrattande polisen (dt.: Endstation für neun), den er zusammen mit Maj Sjöwall schrieb, gewann 1971 als erster Roman eines nicht-englischsprachigen Autors den Edgar Allan Poe Award in der Kategorie Best Novel.